# Frodebu-Nyakuri
Frodebu-Nyakuri är ett politiskt parti i Burundi.

## Historik
Partiet bildades som en utbrytning ur partiet Frodebu av Jean Minani och elva andra partimedlemmar. Tillägget Nyakuri betyder genuin eller äkta på kirundi.